# Nicolae M. Nicolae
Nicolae M. Nicolae (* 3. November 1924 in Silistra, Bulgarien; † 2009) war ein rumänischer Politiker der Rumänischen Kommunistischen Partei PCR (Partidul Comunist Român) und Diplomat, der unter anderem zwischen 1972 und 1976 Staatssekretär im Ministerium für Außenhandel und internationale wirtschaftliche Zusammenarbeit sowie von 1976 bis 1978 Botschafter in den USA war. Im Kabinett Roman I, der ersten Regierung nach dem Zusammenbruch des Kommunismus und dem Sturz des neostalinistischen Diktators Nicolae Ceaușescu im Zuge der Revolution am 22. Dezember 1989, war er zwischen Januar und Juni 1990 Minister für Außenhandel.

## Leben
Nicolae M. Nicolae, der im März 1945 Mitglied der damaligen Kommunistischen Partei Rumäniens PCdR (Partidul Comunist din Romania) wurde, schloss 1948 ein Studium der Elektrotechnik an der Polytechnikum Bukarest (Politehnica din București) ab. Er war daraufhin zwischen 1948 und 1950 als Elektroingenieur bei der Straßenbahn Bukarest STB (Societatea de Transport București) tätig, ehe er zwischen 1950 und 1951 eine Fortbildung in einer Fabrik für Hochspannungsgeräte in Leningrad absolvierte. Nach seiner Rückkehr arbeitete er zwischen 1951 und 1952 zunächst als Projektingenieur beim Lokomotivbauunternehmen „Electroputere“ in Craiova sowie im Anschluss von 1952 bis 1957 nacheinander Ingenieur, technischer Referent, Leiter des technischen Dienstes und Generaldirektor im Ministerium für elektrotechnische Energie. Daraufhin fungierte er zwischen 1957 und 1959 zunächst als Direktor des Betriebes „Electronica“ sowie von 1959 bis 1961 Direktor des Außenhandelsbetriebes „Tehnoimport“ in Bukarest, ehe er zwischen 1961 und 1966 Generaldirektor des Außenhandelsbetriebes „Mașinimport“ war.
Daraufhin übernahm Nicolae vom 12. Januar 1966 bis zum 31. Dezember 1970 den Posten als stellvertretender Minister für Außenhandel sowie zwischen dem 31. Dezember 1970 und dem 28. Februar 1972 als Erster stellvertretender Minister für Außenhandel. Am 28. Februar 1972 wurde er im Kabinett Maurer V zum Staatssekretär im Ministerium für Außenhandel und internationale wirtschaftliche Zusammenarbeit (Secretar de Stat la Ministerul Comerțului Exterior și Cooperării Economice Internaționale) ernannt  und bekleidete dieses Amt vom 27. Februar 1974 bis zum 18. März 1975 auch im darauf folgenden Kabinett Mănescu I sowie zwischen dem 18. März 1975 und dem 15. Juni 1976 im Kabinett Mănescu II. Des Weiteren war er zwischen 1972 und 1976 Repräsentant in der Außenhandelskommission des Rats für gegenseitige Wirtschaftshilfe (RGW), eine internationale Organisation von sozialistischen Staaten unter Führung der Sowjetunion. Er wurde auf einem ZK-Plenum am 21. Juli 1972 Kandidat des ZK der PCR und behielt diese Funktion bis zum Elften Parteitag der PCR (24. bis 27. November 1974). Auf dem Elften Parteitag der PCR (24. bis 27. November 1974) wurde er zum Mitglied des ZK gewählt, dem er bis zum Zwölften Parteitag der PCR (19. bis 23. November 1979) angehörte.
Als Nachfolger von Corneliu Bogdan übernahm Nicolae M. Nicolae am 15. Juni 1976 die Funktion als außerordentlicher und bevollmächtigter Botschafter in den USA und verblieb auf diesem diplomatischen Posten in Washington, D.C. bis zum 25. September 1978, woraufhin Nicolae Ionescu ihn ablöste. Nach seiner Rückkehr war er zwischen dem 2. Februar 1979 und 1984 Präsident der Kommission für Prognose und Planung der Entwicklung von Wissenschaft und Technologie des Nationalen Rates für Wissenschaft und Technologie und war zudem vom 13. Januar 1983 bis zum 22. Dezember 1989 Präsident des Koordinierungsrates für die Entwicklung der Energiebasis und den Betrieb des nationalen Energiesystems im Rang eines stellvertretenden Ministerpräsidenten.
Im Kabinett Roman I, der ersten Regierung nach dem Zusammenbruch des Kommunismus und dem Sturz des neostalinistischen Diktators Nicolae Ceaușescu im Zuge der Revolution am 22. Dezember 1989, war er zwischen dem 2. Januar und dem 28. Juni 1990 Minister für Außenhandel (Ministrul Comerțului Exterior). Er war zuletzt als Professor an der Polytechnischen Universität Bukarest tätig und Gründungsmitglied der Marketinggesellschaft AROMAR (Asociatiei Romane de Marketing).

## Veröffentlichung
- O lume așa cum am cunoscut-o. Amintirile unui fost ambasador al României, editura Pro Domo, Bukarest 2000